# راي هوانغ
راي هوانغ (بالإنجليزية: Ray Huang)‏ (و. 1918 – 2000 م) هو مؤرخ، وفيلسوف، وتربوي، وكاتب، من الولايات المتحدة الأمريكية، توفي في مدينة نيويورك، عن عمر يناهز 82 عاماً.

## التعليم
تعلم في جامعة ميشيغان.

## أعمال بارزة
من أهم أعماله:
- 1587, a Year of No Significance.

## مناصب وهيئات
أدار جامعة كولومبيا.

## جوائز
حصل على جوائز منها:
- زمالة غوغنهايم.